# Свърлижки листове
Свърлижките листове (също и Свърлижко евангелие, Свърлижки откъси, на сръбски: Сврљишки одломци) са част от средновековно евангелие на среднобългарски език, писано през 1279 година в град Свърлиг, днешна Сърбия.
Свърлижките листове представляват част от евангелие, от което са запазени 11 пергаментови листа с размери 190х140 мм. В науката най-коментирана е приписката към евангелието, която представлява ценен домашен извор за българската средновековна история.
| „ | Аз, раб Божи Костадин чьтъц, а зовом Воисил Граматик, писах книги сие перзвитеру Георгию, а зовом попу Радосав, у в граде Свърлизе в дни цара Иваила и при йепископе нишевцем Никодиме в лето 6747 индиктион стояху гръци под градом Тръновом. | “ |

Приписката към Свърлижкото евангелие е единственият извор, от който се установява истинското име на цар Ивайло, наричан от византийските автори с прякорите му Кордокувас и Лаханас. За пръв път идентификацията на Ивайло от Свърлижкото евангелие с Кордокувас и Лаханас от трудовете на византийските хронисти е направена от руския учен Измаил Срезневски през 1879 година и е потвърдена от по-късните изследователи.
Свърлижките листове се съхраняват в Библиотеката на Сръбската академия на науките и изкуствата в Белград под № 63.